# Губа Данило Хрисанфович
Дани́ло Хриса́нфович Губа́ (нар. 28 листопада (11 грудня) 1910 — пом. 24 квітня 1996) — радянський військовик часів Другої світової війни, командир гармати 256-го гвардійського зенітного артилерійського полку 4-ї гвардійської зенітної артилерійської дивізії (1-ша гвардійська танкова армія, 1-й Білоруський фронт), гвардії сержант. Герой Радянського Союзу (1945).

## Життєпис
Народився 11 грудня (28 листопада) 1910 року в селі Петрівка Ананьївського повіту Херсонської губернії (нині — Миколаївський район Одеської області) в селянській родині. Українець. У 1925 році закінчив Петрівську початкову школу. Працював у Новосидорівському відділенні зв'язку в Челябінській області.
До лав РСЧА призваний Курганським РВК Челябінської області в січні 1942 року. Учасник німецько-радянської війни з березня 1942 року. Воював на Ленінградському фронті, в червні того ж року був поранений. Після одужання, з травня 1943 року — командир гармати зенітної батареї 797-го зенітного артилерійського полку 8-ї зенітної артилерійської дивізії РГК (з квітня 1944 року — 256-й гвардійський зенітний артилерійський полк 4-ї гвардійської зенітної артилерійської дивізії). Воював на Воронезькому, 1-му Українському та 1-му Білоруському фронтах. Член ВКП(б) з 1943 року.
11 квітня 1945 року під час прикриття переправи через річку Одер на його гармату спікірували 5 ворожих винищувачів FW-190. Головному літакові вдалося скинути бомбу, проте обслуга гармати вела вогонь доти, доки його не збила. Вибуховою хвилею Губу і обслугу гармати було відкинуто в бік і присипано землею. 29 квітня у вуличних боях в Берліні 12 літаків супротивника налетіли на зенітну батарею. Підлеглі сержанта Губи першими відкрили вогонь і збили ворожий FW-190. Всього за роки війни обслуга гармати під командуванням гвардії сержанта Д. Х. Губи збила 9 літаків супротивника.
Після закінчення війни демобілізувався, працював у колгоспі. Мешкав у селі Андрієво-Іванівка Миколаївського району Одеської області, де й помер 24 квітня 1996 року.

## Нагороди
Указом Президії Верховної Ради СРСР від 31 травня 1945 року за зразкове виконання бойових завдань командування на фронті боротьби з німецькими загарбниками та виявлені при цьому відвагу і героїзм, гвардії сержантові Губі Данилу Хрисанфовичу присвоєне звання Героя Радянського Союзу з врученням ордена Леніна і медалі «Золота Зірка» (№ 6493).
Також був нагороджений орденами Вітчизняної війни 1-го ступеня (11.03.1985), Червоної Зірки (10.10.1944) і медалями.